# Italien i olympiska vinterspelen 1994
Italien deltog i olympiska vinterspelen 1994. Italiens trupp bestod av 104 idrottare, 78 var män och 26 var kvinnor.

## Medaljer

### Guld
- Alpin skidåkning
  - Storslalom damer: Deborah Compagnoni

- Längdskidåkning
  - 15 km masstart damer: Manuela Di Centa
  - 30 km damer: Manuela Di Centa
  - Stafett herrar: Maurilio De Zolt, Marco Albarello, Giorgio Vanzetta och Silvio Fauner

- Rodel
  - Singel damer: Armin Zöggeler
  - Dubbel: Gerda Weissensteiner

- Short track
  - Stafett herrar: Maurizio Carnino, Orazio Fagone, Hugo Herrnhof och Mirko Vuillermin

### Silver
- Alpin skidåkning
  - Slalom herrar: Alberto Tomba

- Längdskidåkning
  - Dubbelsprint damer: Manuela Di Centa
  - 5 km damer: Manuela Di Centa

- Short track
  - 500 m herrar: Mirko Vuillermin

- Rodel
  - Dubbel: Norbert Huber och Hansjörg Raffl

### Brons
- Alpin skidåkning
  - Störtlopp damer: Isolde Kostner
  - Super-G damer: Isolde Kostner

- Längdskidåkning
  - Dubbelsprint damer: Manuela Di Centa
  - Dubbelsprint herrar: Manuela Di Centa
  - Stafett damer: Bice Vanzetta, Manuela Di Centa, Gabriella Paruzzi, Stefania Belmondo
  - 10 km herrar: Manuela Di Centa

- Bob
  - Två-manna: Günther Huber och Stefano Ticci

- Rodel
  - Singel herrar: Armin Zöggeler